# Herznach
Herznach (toponimo tedesco) è un comune svizzero di 1 506 abitanti del Canton Argovia, nel distretto di Laufenburg.

## Storia
Dal suo territorio nel 1803 fu scorporata la località di Ueken, divenuta comune autonomo, e nel 1852 quella di Oberzeihen, che fu accorpata al comune soppresso di Niederzeihen per formare il nuovo comune di Zeihen.

## Monumenti e luoghi d'interesse

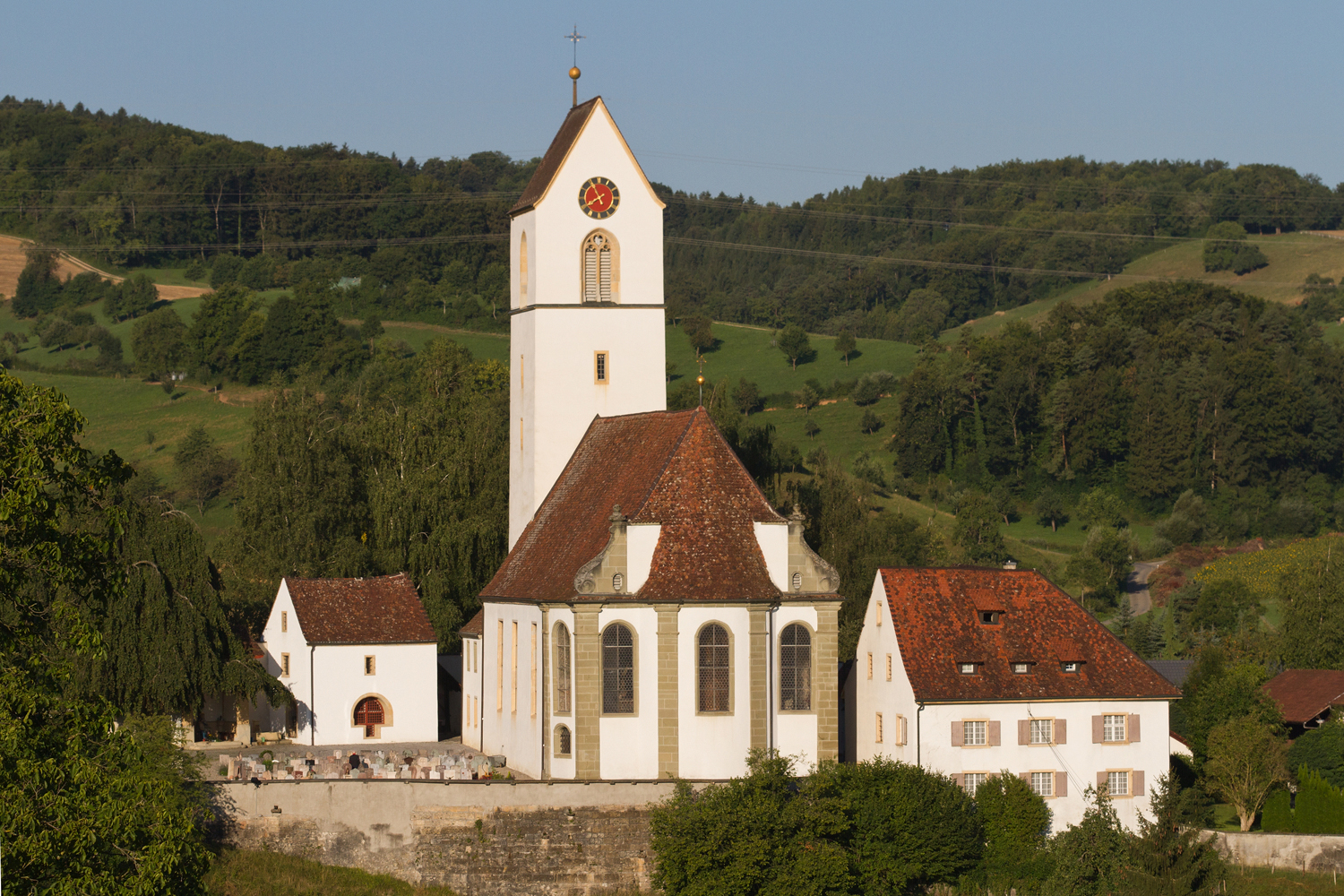
La chiesa cattolica di San Nicola

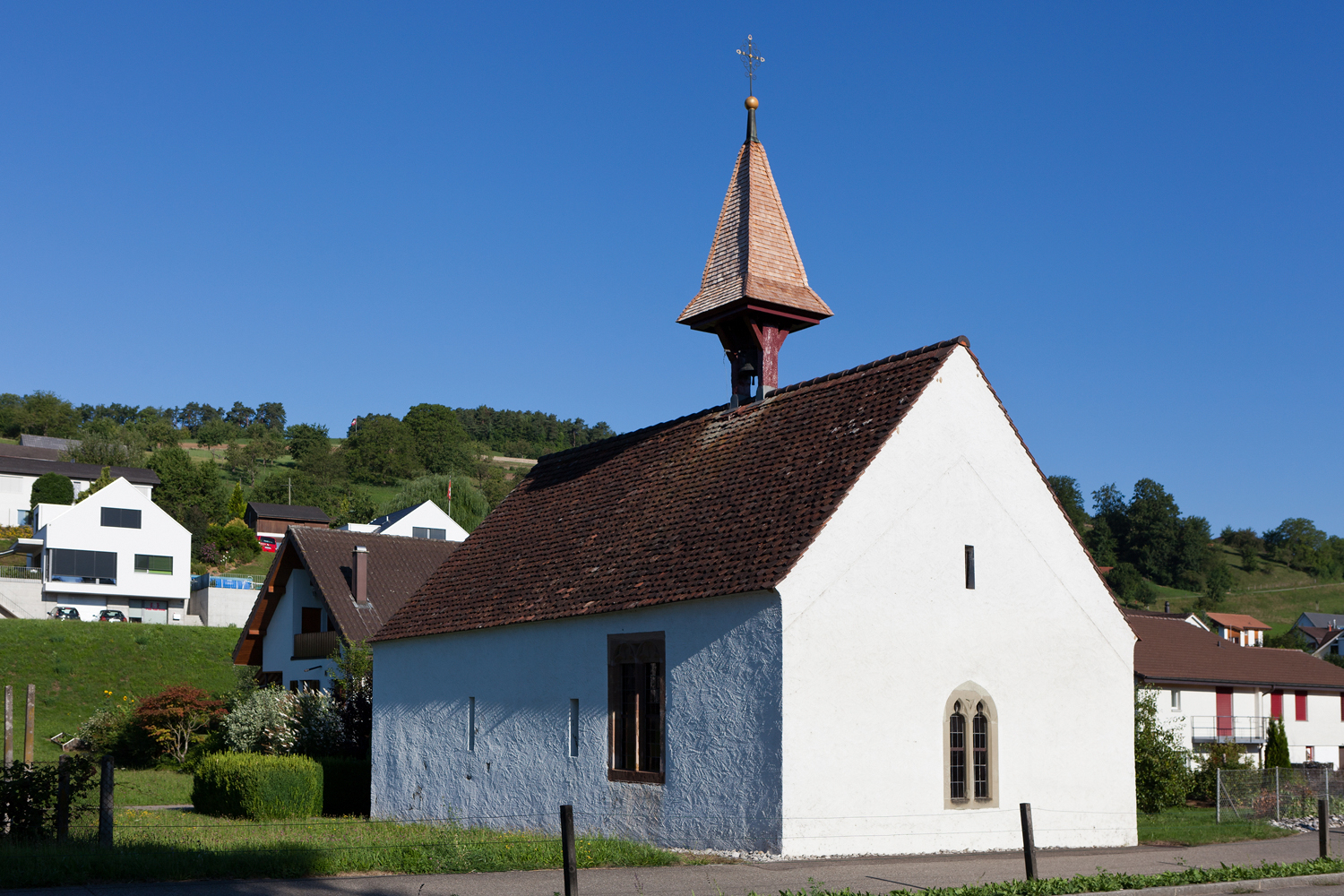
La cappella cattolica di Santa Verena

- Chiesa cattolica di San Nicola, attestata dal 1180 e ricostruita nel 1651 e nel 1718-1719[3];
- Cappella cattolica di Santa Verena, eretta nell'Alto Medioevo e ricostruita nel 1516[3].

## Società

### Evoluzione demografica
L'evoluzione demografica è riportata nella seguente tabella (fino al 1850 con Oberzeihen):
Abitanti censiti

## Amministrazione
Ogni famiglia originaria del luogo fa parte del cosiddetto comune patriziale e ha la responsabilità della manutenzione di ogni bene ricadente all'interno dei confini del comune.